# Midland (Pensilvânia)
Midland é um distrito localizado no estado norte-americano de Pensilvânia, no Condado de Beaver.

## Demografia
Segundo o censo norte-americano de 2000, a sua população era de 3137 habitantes.
Em 2006, foi estimada uma população de 2926, um decréscimo de 211 (-6.7%).

## Geografia
De acordo com o United States Census Bureau tem uma área de
5,7 km², dos quais 5,3 km² cobertos por terra e 0,4 km² cobertos por água. Midland localiza-se a aproximadamente 246 m acima do nível do mar.

## Localidades na vizinhança
O diagrama seguinte representa as localidades num raio de 8 km ao redor de Midland.